# Troides criton
Troides criton är en fjärilsart som först beskrevs av Felder 1860.  Troides criton ingår i släktet Troides och familjen riddarfjärilar. Inga underarter finns listade i Catalogue of Life.

## Bildgalleri

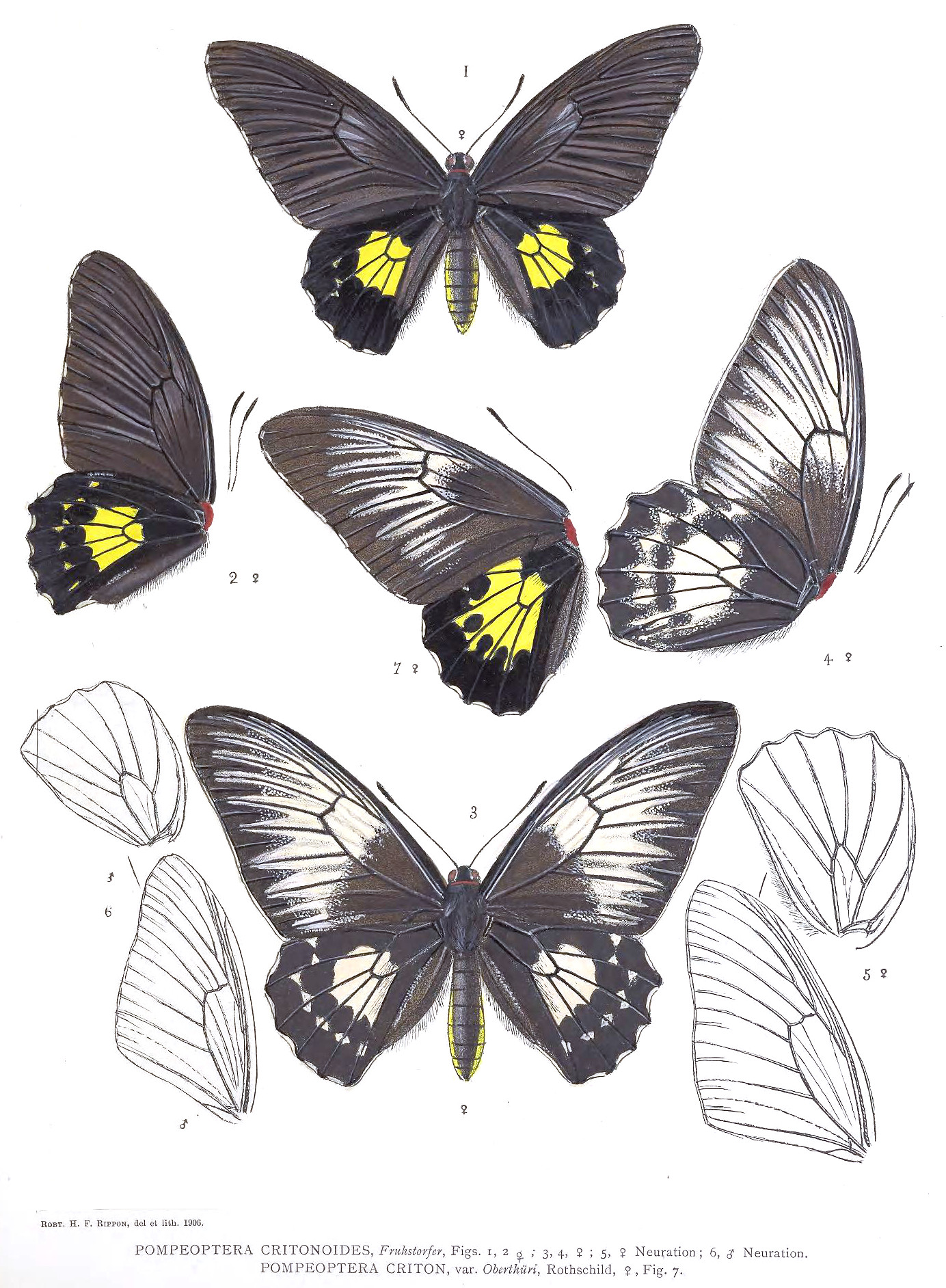
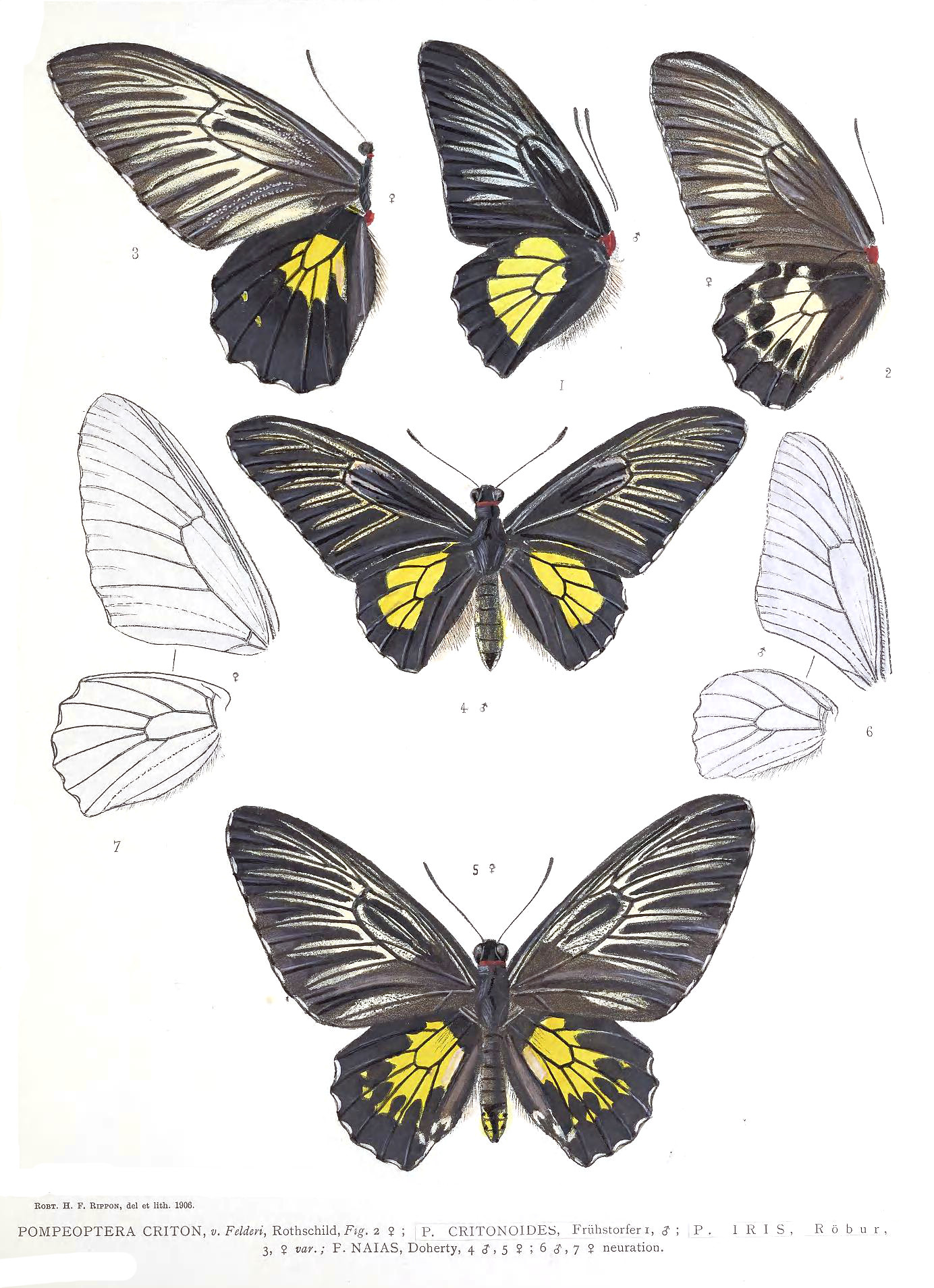
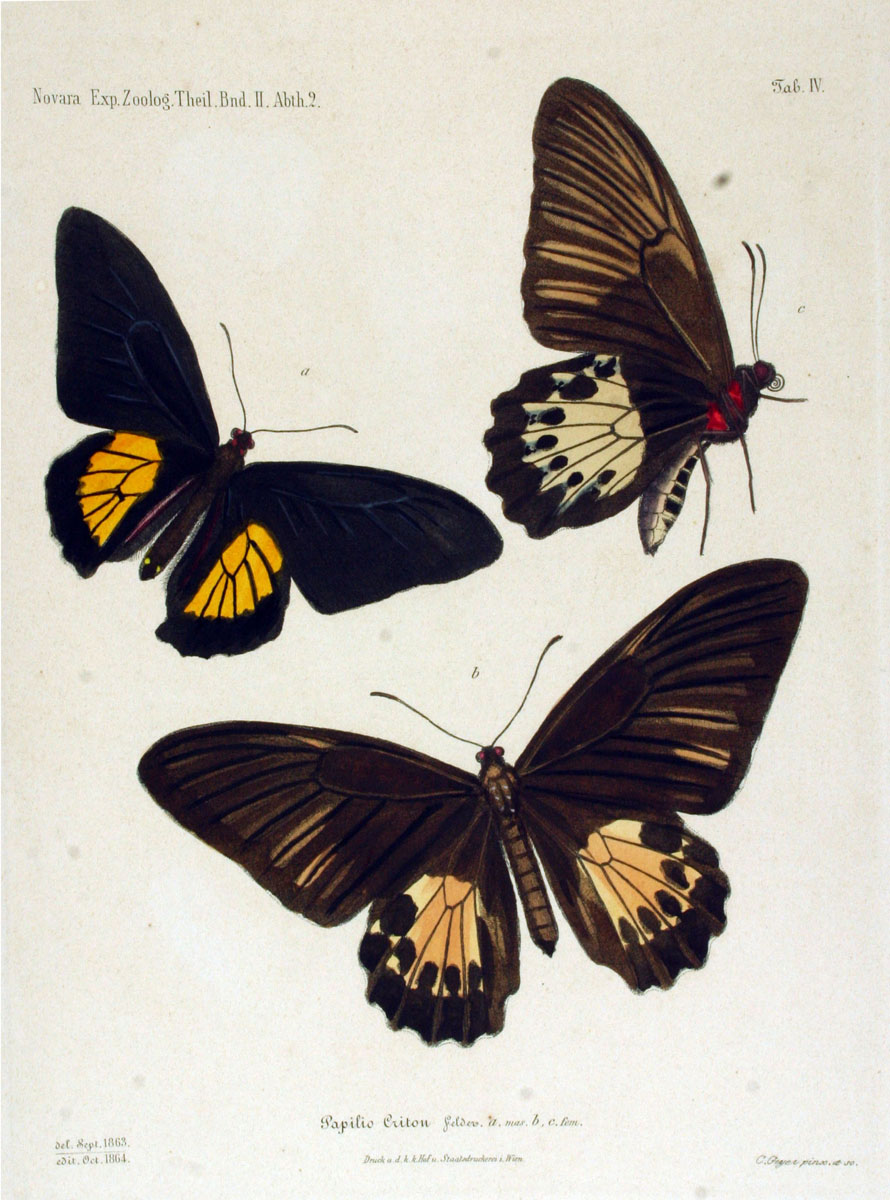